# Ritterova reakce
Ritterova reakce je organická reakce, při které se mění nitrily na N-alkylované amidy působením elektrofilních alkylačních činidel; při původní reakci byl použit alken za přítomnosti silné kyseliny.

## Mechanismus a rozsah
Ritterova reakce začíná elektrofilní adicí karbeniového iontu nebo kovalentní částice na nitril. Vzniklý nitriliový ion se poté hydrolyzuje na amid.
Do těchto reakcí mohou vstupovat také primární, sekundární, terciární a benzylové alkoholy a také terc-butylacetát.
Lze použít mnoho různých nitrilů, například z formonitrilu (kyanovodíku) se stávají formamidy, využitelné při přípravě isonitrilů.

## Použití
Nejvýznamnějším využitím Ritterovy reakce je výroba terc-oktylaminu a dalších lipofilních aminů. Ritterova reakce slouží také k získávání aminů a amidů při výrobě léků, jako jsou indinavir (léčivo proti HIV); PK-11195 (inhibitor falcipainu-2), alkaloid aristotelon a amantadin, používaný jako antivirotikum a na léčbu Parkinsonovy nemoci. Ritterova reakce je také součástí syntézy ligandů dopaminového receptoru a přípravy racemického amfetaminu z allylbenzenu a acetonitrilu.
Oproti Ritterově se častěji používají jiné aminační reakce, protože při ní vznikají velká množství solí; jako příklad lze uvést přeměnu isobutenu na terc-butylamin pomocí kyanovodíku a kyseliny sírové a následné neutralizace zásadou, kde je hmotnost vytvořené soli větší než hmotnost aminu.
Překážkou pro laboratorní Ritterovy reakce je potřeba velmi silné kyseliny jako katalyzátoru. Bylo navrženo několik postupů podporujících tvorbu karbokationtu, například fotokatalytický přenos elektronu a přímá fotolýza.